# Hungunda, Mundgod
Hungunda là một làng thuộc tehsil Mundgod, huyện Uttar Kannad, bang Karnataka, Ấn Độ.